# Gaya (stad)

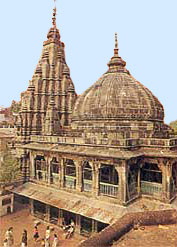
De Vishnupadhtempel van Gaya

Gaya is een oude stad met historische relevantie en een van de toeristische trekpleisters van de Indiase staat Bihar. Gaya is de hoofdstad van het gelijknamige district. De stad ligt 100 km ten zuiden van Patna, de hoofdstad van Bihar. Het is de op een na grootste stad van de staat, met bij de census van 2011 474.093 inwoners.
De stad ligt aan de Phalgu, een heilige rivier voor zowel hindoes als boeddhisten. De Phalgu mondt uit in de Punpun, een zijrivier van de Ganges.
Gaya zelf is ook een heilige stad voor hindoes, boeddhisten en jaïnisten.
De stad wordt vermeld, zowel in de Ramayana als in de Mahabharata. Het is de plaats waar Rama met Sita en Lakshmana pind-daan komt offeren voor hun vader, Dasharatha. Gaya blijft voor hindoes een offerplaats voor pind-daan. In de Vishnupad Mandir in Gaya wordt de voetafdruk in een basalt rotsblok van Vishnoe zelf vereerd.
In het nabij de stad, 16 km zuidelijker gelegen Bodhgaya eren de boeddhisten dat Gautama Boeddha in de 6e eeuw v.Chr. verlichting bereikte onder de bodhi-boom op de plaats van de huidige Mahabodhitempel. Hierdoor is de locatie een van de vier heilige sites in het Boeddhisme.
De stad kwam tot grote groei onder de Mauryadynastie, waarvan het centrale bestuur gevestigd was in het nabijgelegen Patliputra en Gaya zou die sleutelrol voor meerdere millenia behouden, in het bijzonder onder de Gupta's, tijdens de Paladynastie van Gaur, onder de Ghaznaviden en ten tijde van het Mogolrijk.

## Demografie
Volgens de Indiase volkstelling van 2011 wonen er 474.093 mensen in Gaya, waarvan 53% mannelijk en 47% vrouwelijk is. De plaats heeft een alfabetiseringsgraad van 82% (86% bij mannen, 76% bij vrouwen).